# Matosinhos
Matosinhos war eine Stadt (Cidade) in der portugiesischen Region Norte. Seit der portugiesischen Gebietsreform am 29. September 2013 ist Matosinhos nach dem Zusammenschluss mit Leça da Palmeira Teil der União das Freguesias de Matosinhos e Leça da Palmeira. Sie gehört zum Kreis (Município) Matosinhos.
Sie liegt etwa zehn Kilometer nordwestlich von Porto am Atlantik. Der Ortsteil Matosinhos ist Sitz eines gleichnamigen Kreises (Concelho) mit 172.557 Einwohnern auf einer Fläche von 62,4 km².(Stand 19. April 2021)
Matosinhos ist seit dem 16. Jahrhundert ein bekannter Wallfahrtsort, mit der auch architektonisch und künstlerisch bedeutenden Kirche do Bom Jesus de Matosinhos; verehrt wird hier der Senhor de Matosinhos. Heute ist der Ort eine Hafen- und Industriestadt der Metropolregion Porto, und auch im Zusammenhang mit Sport oder seinen Stränden bekannt. Auch historische Herrenhäuser finden sich hier, etwa die Quinta do Chantre in der Gemeinde Leça do Balio.

## Geschichte

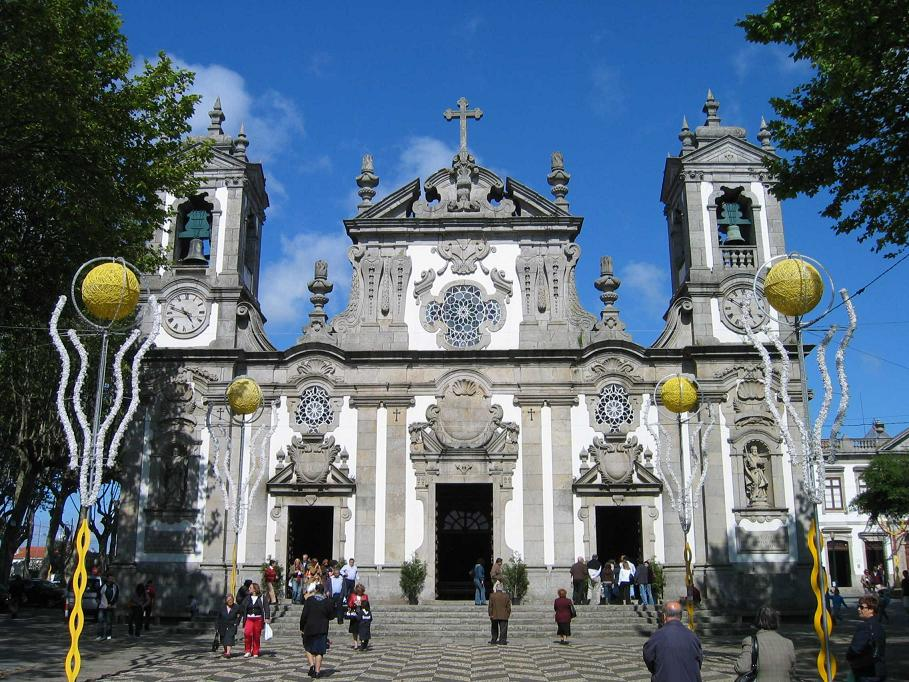
Die Wallfahrtskirche do Bom Jesus von Matosinhos

Funde belegen die Anwesenheit von Menschen seit der Altsteinzeit, eine vorgeschichtliche Besiedlung ist mindestens seit der Jungsteinzeit belegt. Eine bronzezeitliche Siedlung der Castrokultur wurde von den Römern eingenommen und bewohnt. Eine Römerstraße von Cale (heute Vila Nova de Gaia bzw. Porto) nach Bracara Oppidum Augusta (heute Braga) verlief hierher.

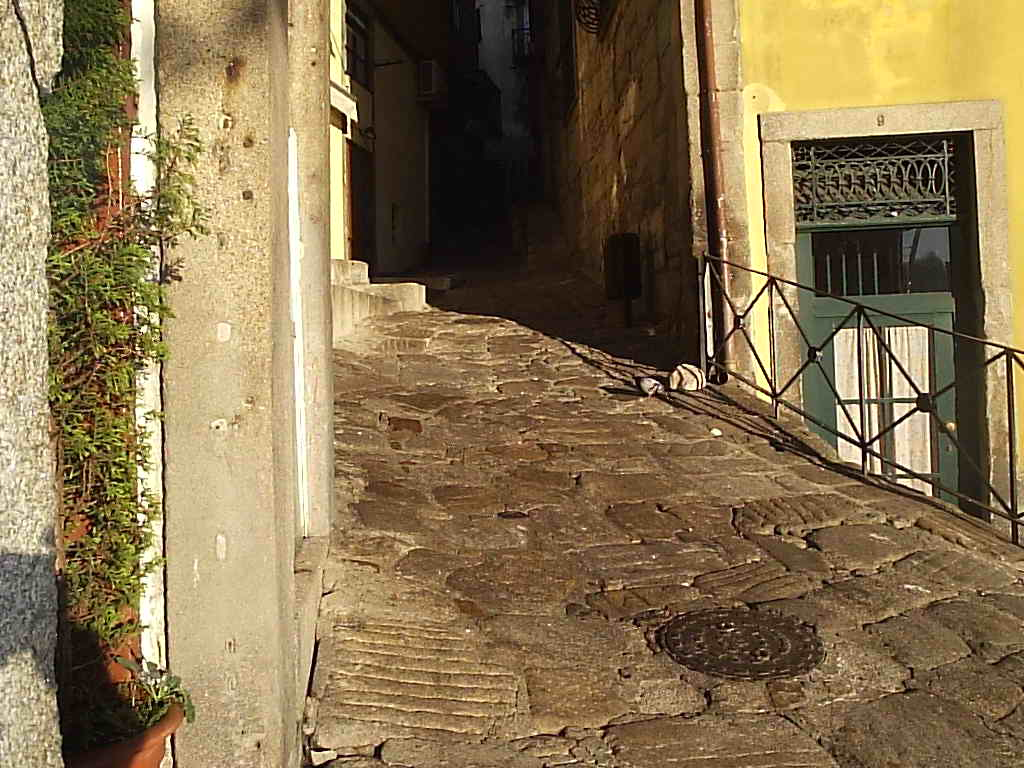
Gasse im historischen Ortskern von Matosinhos

Im späten Frühmittelalter entstand hier das Kloster Mosteiro de Bouças. Der heutige Ort wurde 900 erstmals als Matesinus erwähnt. 1258 wurde es als Matusiny in den königlichen Registern geführt, als Ort des Kreises Sandim. König D.Manuel I. verlieh Matosinhos 1514 erste Stadtrechte.
1559 bis 1579 wurde die Igreja Matriz do Bom Jesus von dem bedeutenden Architekten João de Ruão erbaut, und Matosinhos entwickelte sich in der Folge zu einem bedeutenden Wallfahrts- und Pilgerort; ihre heutige Gestalt erhielt die Kirche im 18. Jahrhundert durch Nicolau Nasoni.
1853 wurde Matosinhos zur Vila (Kleinstadt) im vergangenen Kreis Bouças erhoben, und 1867 wurde es Sitz eines eigenen Kreises (Concelho). Der Kreis bestand nur sehr kurz, und wurde erst 1909 definitiv eingerichtet. Zuvor hatte Matosinhos einige Entwicklung erlebt, insbesondere durch den Bau des Hafens Porto de Leixões und die zunehmende Ansiedlung von Industriebetrieben. 1984 wurde Matosinhos zur Stadt (Cidade) erhoben.

## Verwaltung

### Kreis
Matosinhos ist Sitz eines gleichnamigen Kreises (Concelho). Die Nachbarkreise sind (im Uhrzeigersinn im Norden beginnend): Vila do Conde, Maia sowie Porto.
Mit der Gebietsreform am 29. September 2013 wurden mehrere Gemeinden zu neuen Gemeinden zusammengefasst, sodass sich die Zahl der Gemeinden von zuvor zehn auf vier verringerte.
Die folgenden Gemeinden (Freguesias) liegen im Kreis Matosinhos:
| Gemeinde                                | Einwohner (2021) | Fläche km² | Dichte Einw./km² | LAU- Code |
| --------------------------------------- | ---------------- | ---------- | ---------------- | --------- |
| Custóias, Leça do Balio e Guifões       | 44.045           | 18,84      | 2.338            | 130811    |
| Matosinhos e Leça da Palmeira           | 49.034           | 12,16      | 4.034            | 130812    |
| Perafita, Lavra e Santa Cruz do Bispo   | 29.646           | 22,65      | 1.309            | 130813    |
| São Mamede de Infesta e Senhora da Hora | 49.832           | 8,78       | 5.676            | 130814    |
| Kreis Matosinhos                        | 172.557          | 62,43      | 2.764            | 1308      |

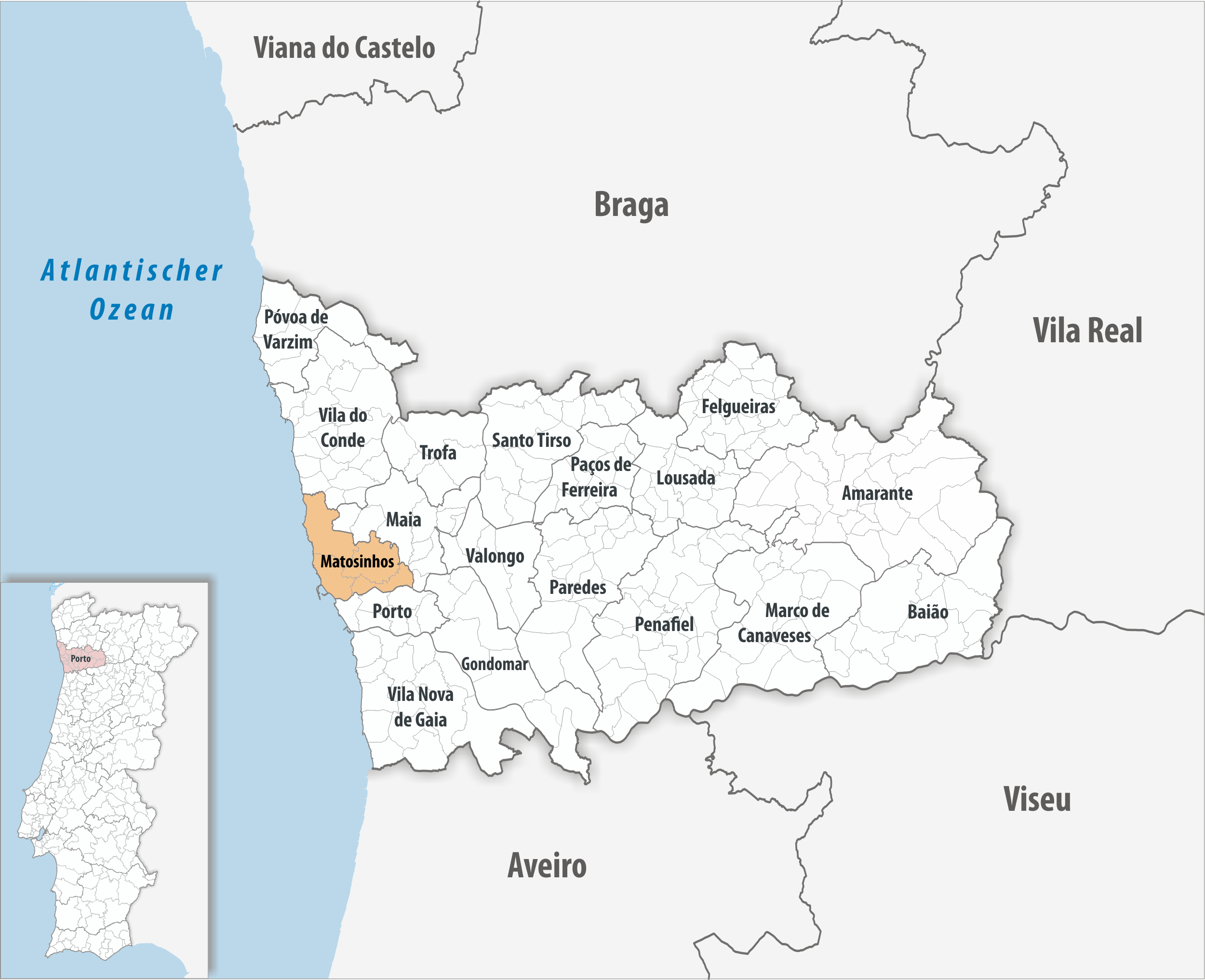
Kreis Matosinhos

Zum Kreis von Matosinhos gehört auch der Seehafen Porto de Leixões.

### Bevölkerungsentwicklung
| Einwohnerzahl im Kreis Matosinhos (1801 – 2011) | Einwohnerzahl im Kreis Matosinhos (1801 – 2011) | Einwohnerzahl im Kreis Matosinhos (1801 – 2011) | Einwohnerzahl im Kreis Matosinhos (1801 – 2011) | Einwohnerzahl im Kreis Matosinhos (1801 – 2011) | Einwohnerzahl im Kreis Matosinhos (1801 – 2011) | Einwohnerzahl im Kreis Matosinhos (1801 – 2011) | Einwohnerzahl im Kreis Matosinhos (1801 – 2011) | Einwohnerzahl im Kreis Matosinhos (1801 – 2011) | Einwohnerzahl im Kreis Matosinhos (1801 – 2011) |
| ----------------------------------------------- | ----------------------------------------------- | ----------------------------------------------- | ----------------------------------------------- | ----------------------------------------------- | ----------------------------------------------- | ----------------------------------------------- | ----------------------------------------------- | ----------------------------------------------- | ----------------------------------------------- |
| 1801                                            | 1849                                            | 1900                                            | 1930                                            | 1960                                            | 1981                                            | 1991                                            | 2001                                            | 2011                                            |                                                 |
| 7287                                            | 12.429                                          | 25.071                                          | 50.962                                          | 91.017                                          | 136.498                                         | 151.682                                         | 167.026                                         | 175.478                                         |                                                 |

### Kommunaler Feiertag
- Pfingstdienstag

### Städtepartnerschaften
- Spanien: Vilagarcía de Arousa, Provinz Pontevedra/Galicien (seit 1959)
- Vereinigte Staaten: Newark (New Jersey) (seit 1980)
- Brasilien: Congonhas (seit 1986)
- Frankreich: Mérignac (seit 1988)
- São Tomé und Príncipe: Caué (seit 1989)
- Guinea-Bissau: Mansôa (seit 1992)
- Kap Verde: São Filipe (seit 1992)
- Mosambik: Nacala (seit 1997)
- Volksrepublik China: Liaoyang (in Anbahnung)

Seit 1994 besteht dazu ein Kooperationsabkommen mit Luanda ( Angola).

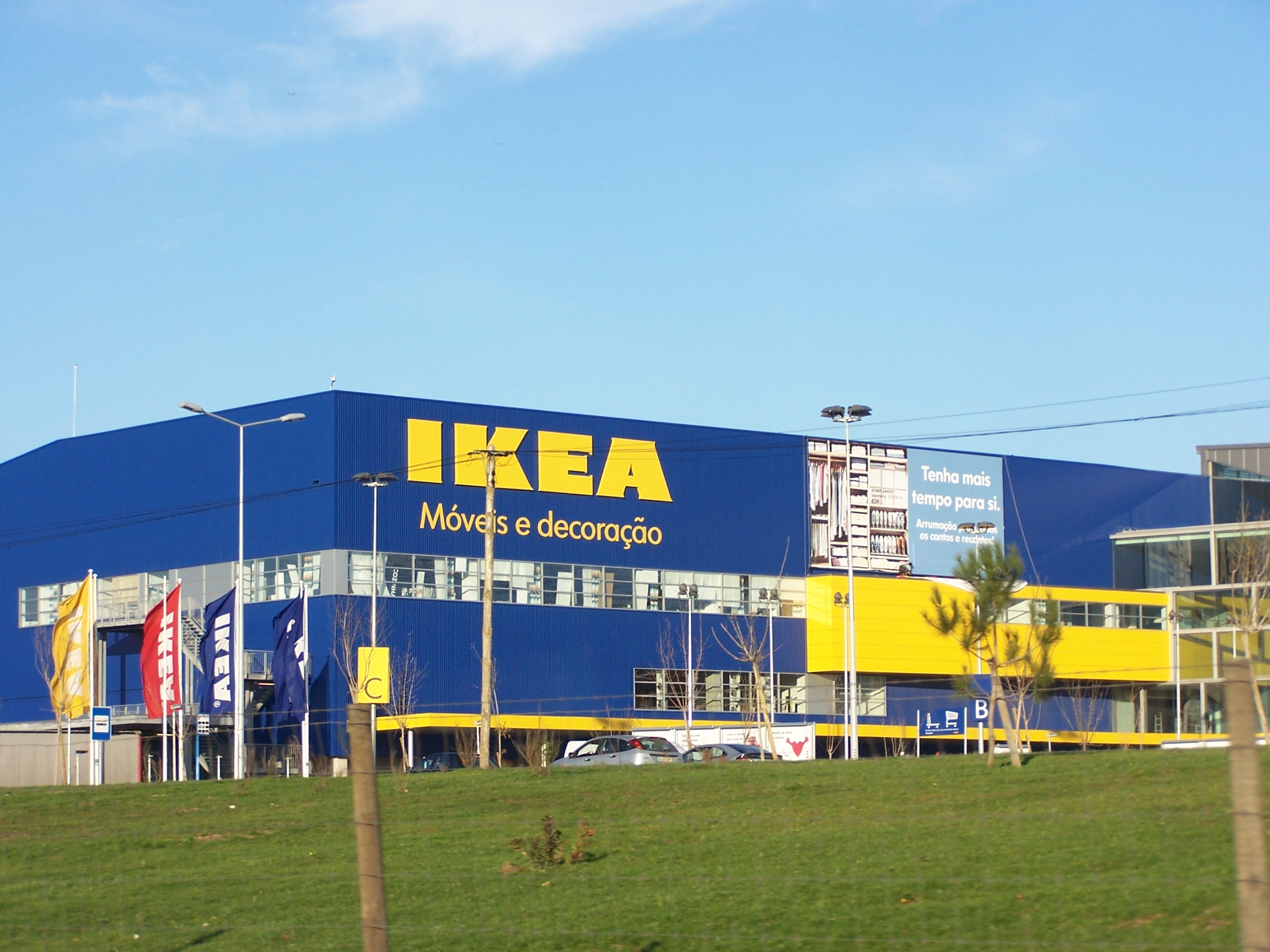
Das IKEA-Haus in Matosinhos

## Wirtschaft
Der Hafen Porto de Leixões ist ein wesentlicher Wirtschaftsfaktor, sowohl für die Fischerei, als auch für Handel und Industrie. Zudem sind zahlreiche Industriebetriebe hier ansässig, darunter petrochemische Industrie (insbesondere die Raffinerie Refinaria da Petrogal der Galp Energia), und Nahrungsmittelindustrie, etwa die Super Bock Group oder Konservenfabriken der Fischverarbeitung. Mit der zuletzt etwas nachlassenden Bedeutung der Industrie ist der Dienstleistungssektor wichtiger geworden. So haben sich hier eine Vielzahl Unternehmensverwaltungen niedergelassen, darunter die Hauptverwaltung der Optimus Telecomunicações. Zudem entstanden hier große Einkaufszentren, darunter ein IKEA-Haus. Die Messe Exponor, auf dem 1857 erstmals eine Industrieausstellung stattfand, gilt als das größte Messegelände des Landes.

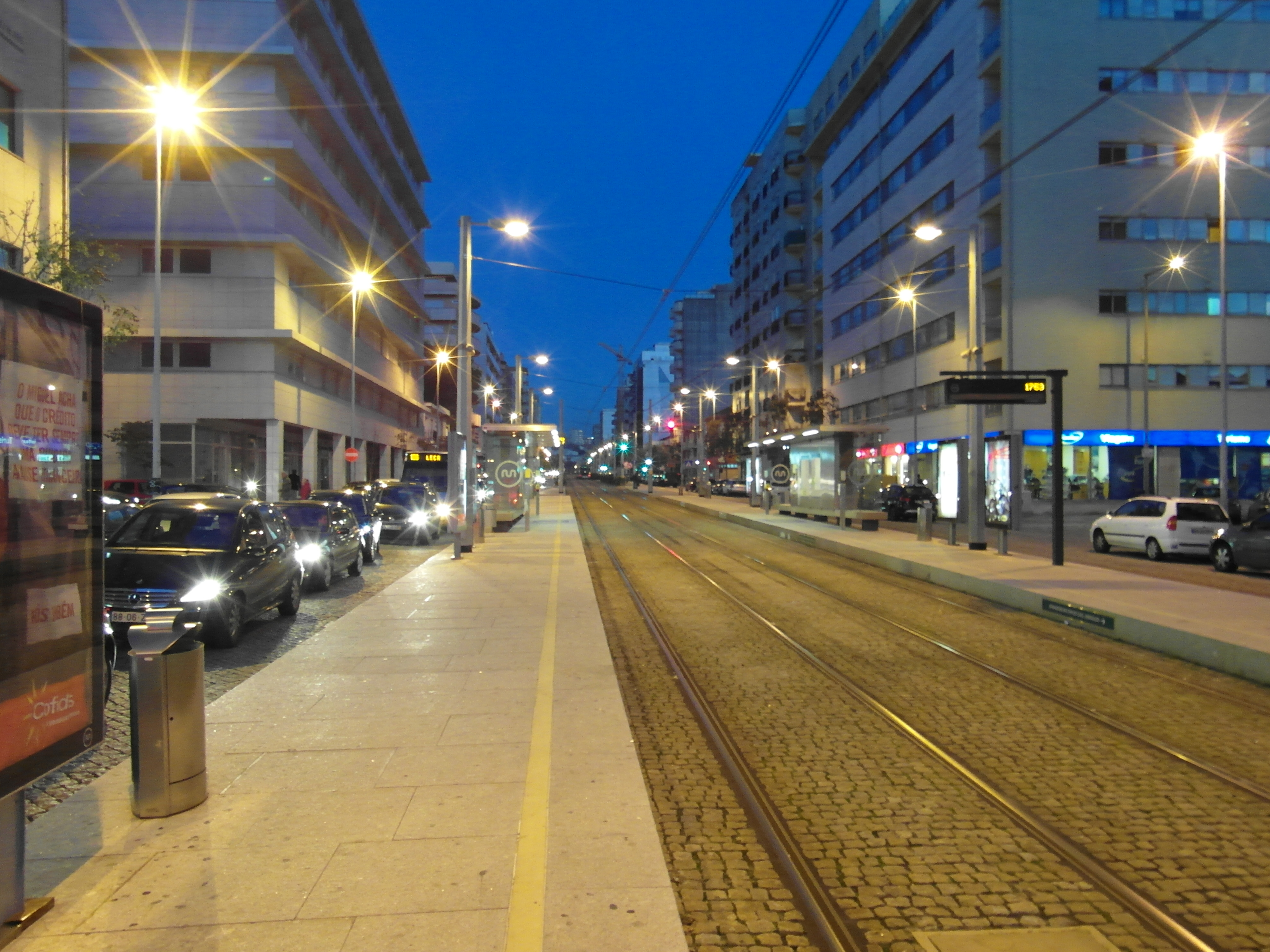
Haltestelle Matosinhos Sul der Metro do Porto

## Verkehr
Mit der Linie A der Metro do Porto hat Matosinhos eine direkte, moderne öffentliche Nahverkehrsverbindung mit Porto, der zweitgrößten Stadt Portugals. Ein berührungsloses Ticket-System mit dem Namen Andante wird dort verwendet. Die Fahrzeit Matosinhos – Porto beträgt etwa eine halbe Stunde. Die in Strandnähe vereinzelt noch im Straßenbelag vorzufindenden Schienen stammen von den inzwischen aufgegebenen historischen Straßenbahnlinien (Carro Eléctrico) der STCP.
Durch Matosinhos verläuft die Autoestrada A28, die von Porto nach Norden bis zur spanischen Grenze verläuft. Hier beginnt auch die Autoestrada A4, die nach Osten bis Bragança führt.

## Sport

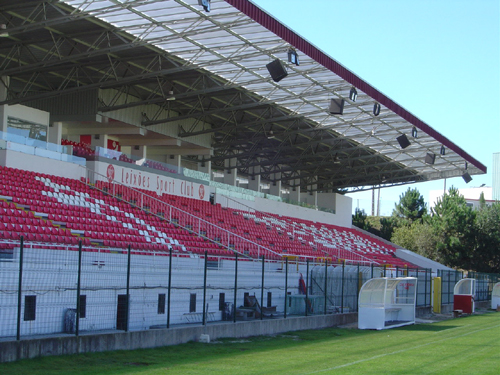
Das Stadion Estádio do Mar

Innerhalb der Stadt steht das Stadion Estádio do Mar, das überwiegend für Fußballspiele des bekannten Vorortklubs Leixões Sport Club Verwendung findet. Der 1907 gegründete Verein betreibt neben seinen Männer-, Frauen- und Jugendfußballabteilungen auch Sektionen für Billard, Boxen, Karate, Schwimmen und Volleyball.
Der 1912 gegründete Fußballverein Leça FC, aus der Gemeinde Leça da Palmeira, spielte in seiner Geschichte häufiger in der ersten Liga. Nach einigen Abstiegen schied er 2009 auch aus dem niedrigsten landesweiten Wettbewerb aus, dem Campeonato Nacional de Seniroes (3. Liga). Der Verein trägt seine Heimspiele im Estádio do Leça FC aus. Neben der Fußballsektion wird auch eine Billardabteilung betrieben.
Unter den weiteren zahlreichen Vereinen im Kreis ist der 1922 gegründete Fußballverein Padroense FC, aus dem Ortsteil Padrão da Légua der Gemeinde Senhora da Hora. Er spielte bis 2012/2013 in der IIª Divisão (dritte Liga). Nach der Einführung der neugegliederten dritten Liga, dem Campeonato Nacional de Seniores, spielt der Verein in der spielhöchsten Liga des Distriktverbandes.
2007 war Matosinhos Gastgeber der Europameisterschaft des Hallenfußballs, dem Futsal.
Mehrmals fand in der Stadt der Dreiband-Weltcup statt, erstmals 2008 als zweites Turnier des Jahres, weiterhin 2009/3, die 2010/3, und 2011/2.
Seit 2022 richtet der Karate-Weltverband WKF in Matosinhos Turniere der Karate 1 – Premier League (2022) und Karate 1 – Serie A (2023) aus.

## Tourismus
Matosinhos ist auch bekannt für seinen Strände und einige Baudenkmäler, darunter die Kirche Igreja do Bom Jesus. Zudem erreichte das innovative, 1966 von dem Architekten Siza Vieira gebaute Küstenschwimmbad Piscinas de Marés überregionale Bekanntheit.
Unter den regelmäßigen Kulturveranstaltungen der Stadt sind die beiden Literaturfestivals Literatura em Viagem (seit 2007 alljährlich im Mai) und Festa da Poesia (seit 2006 alljährlich im Dezember) zu nennen.

## Söhne und Töchter der Stadt

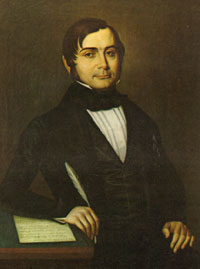
Manuel da Silva Passos

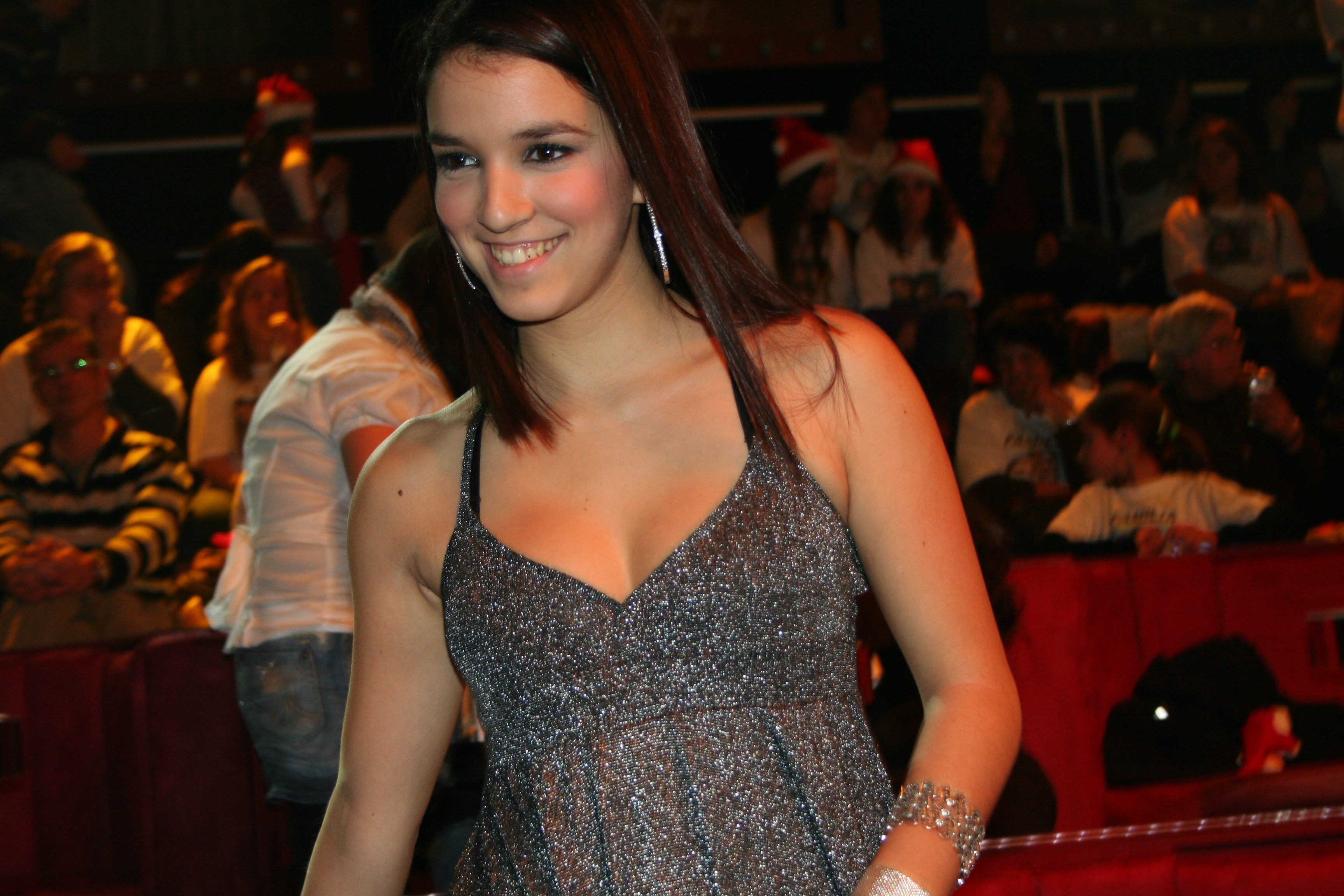
Catarina Pereira (2008)

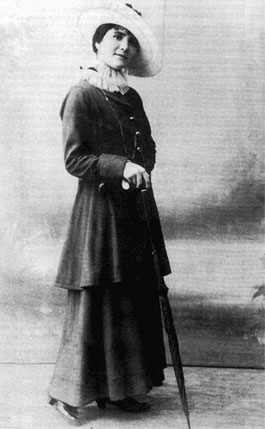
Florbela Espanca

- João de São José de Queirós da Silveira (1711–1764), Bischof von Belém (Pará), Brasilien
- Manuel da Silva Passos (1801–1862), liberaler Politiker, Hauptfigur der Septemberrevolution
- José da Silva Passos (1802–1864), liberaler Politiker, Minister, Bruder des Manuel da Silva Passos
- José Domingues dos Santos (1885–1958), republikanischer Politiker, Premierminister 1924/25
- Heitor Campos Monteiro (1899–1961), Dramatiker
- Óscar Lopes (1917–2013), Literaturwissenschaftler und Linguist, kommunistischer Oppositioneller des Estado-Novo-Regimes
- Egito Gonçalves (1920–2001), Lyriker, Verleger und Übersetzer
- João Guedes (1921–1983), Schauspieler und Regisseur
- Edgar Rodrigues (1921–2009), Historiker und Autor, portugiesischer und brasilianischer Anarchist
- António Soares Carneiro (1928–2014), General und Präsidentschaftskandidat
- Irene Vilar (1930–2008), Bildhauerin
- Álvaro Siza Vieira (* 1933), Architekt
- António D’Oliveira Pinto da França (1935–2013), Diplomat und Autor
- Raul Martins Machado (* 1937), Fußballspieler
- Jacinto Santos (* 1941), Fußballspieler
- Mário Sottomayor Cardia (1941–2006), Journalist und sozialistischer Politiker, mehrmaliger Minister
- Américo Guerreiro de Sousa (* 1942), Schriftsteller, Germanist und Lusitanist, Hochschullehrer in Großbritannien
- Paulo Castilho (* 1944), Schriftsteller und Diplomat
- Tamagnini Nené (* 1949), Fußballspieler
- Fernando Nogueira (* 1950), Jurist und Politiker, mehrmaliger Minister
- José Silva Peneda (* 1950), Politiker, mehrmaliger Minister
- Paula Guedes (* 1953), Schauspielerin
- Vítor Manuel Oliveira (* 1953), Fußballtrainer
- João Lóio (* 1953), Komponist
- António Frasco (* 1955), Fußballspieler
- Manuel Seabra (1962–2014), sozialistischer Politiker
- Domingos Paciência (* 1969), Fußballtrainer, ehemaliger Nationalspieler
- Carlos Fangueiro (* 1976), Fußballspieler
- João Negreiros (* 1976), Schriftsteller, insbesondere Lyriker und Dramatiker
- Nuno Gomes Garcia (* 1978), Schriftsteller, Archäologe und Historiker
- Filipe Anunciação (* 1979), Fußballspieler
- Ricardo Joel dos Santos Dias (kurz Joel, * 1980), Fußballspieler
- Sérgio Ribeiro (* 1980), Radrennfahrer
- Bruno China (Bruno Manuel Rodrigues Silva, * 1982), Fußballspieler
- Ricardo Jorge Ferreira dos Santos (* 1984), Fußballspieler
- Rui Jorge Loureiro Oliveira (* 1985), Fußballspieler
- Filipe Pinto (* 1988), Sänger
- Catarina Pereira (* 1990), Sängerin
- Diogo Queirós (* 1999), Fußballspieler
- Rodrigo Mora (* 2007), Fußballspieler

Die Schriftstellerin Florbela Espanca lebte eine Zeit in Matosinhos, wo sie sich 1930 im Alter von 36 Jahren erschoss. Auch der mosambikanische Bildhauer, Maler und Dichter Malangatana Ngwenya (1936–2011), der portugiesische Maler und Schriftsteller Álvaro Lapa (1939–2006), und der mehrfache Minister António de Sousa Franco (1942–2004) starben in Matosinhos.
Die bekannte R&B/Soul-Gruppe Expensive Soul stammt aus der Gemeinde Leça da Palmeira.